# Witbeek
Witbeek är ett vattendrag i Belgien.   Det ligger i provinsen Limburg och regionen Flandern, i den östra delen av landet, 110 km öster om huvudstaden Bryssel.
Omgivningarna runt Witbeek är en mosaik av jordbruksmark och naturlig växtlighet. Runt Witbeek är det tätbefolkat, med 442 invånare per kvadratkilometer.